# Dendrogale
Dendrogale é um gênero de mamífero da família Tupaiidae.

## Espécies
- Dendrogale melanura (Thomas, 1892)
- Dendrogale murina (Schlegel & Müller, 1893)